# 埃斯帕爾塔
埃斯帕爾塔（西班牙語：Esparta），是洪都拉斯的城鎮，位於該國北部，由阿特蘭蒂達省負責管轄，始建於1902年9月2日，面積398.1平方公里，海拔高度65米，2001年人口15,486，人口密度每平方公里38.9人。